# Opération Highjump

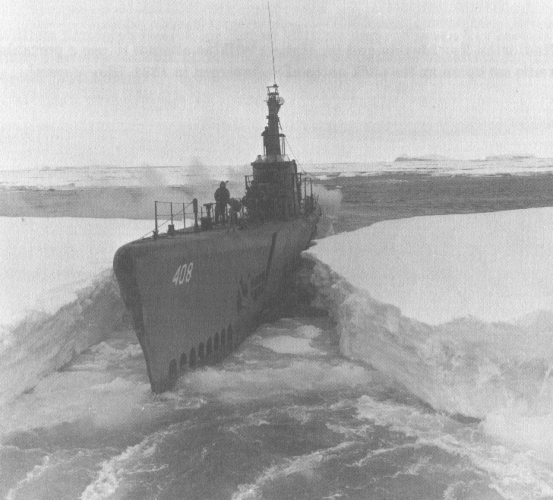
Le lors de l'.

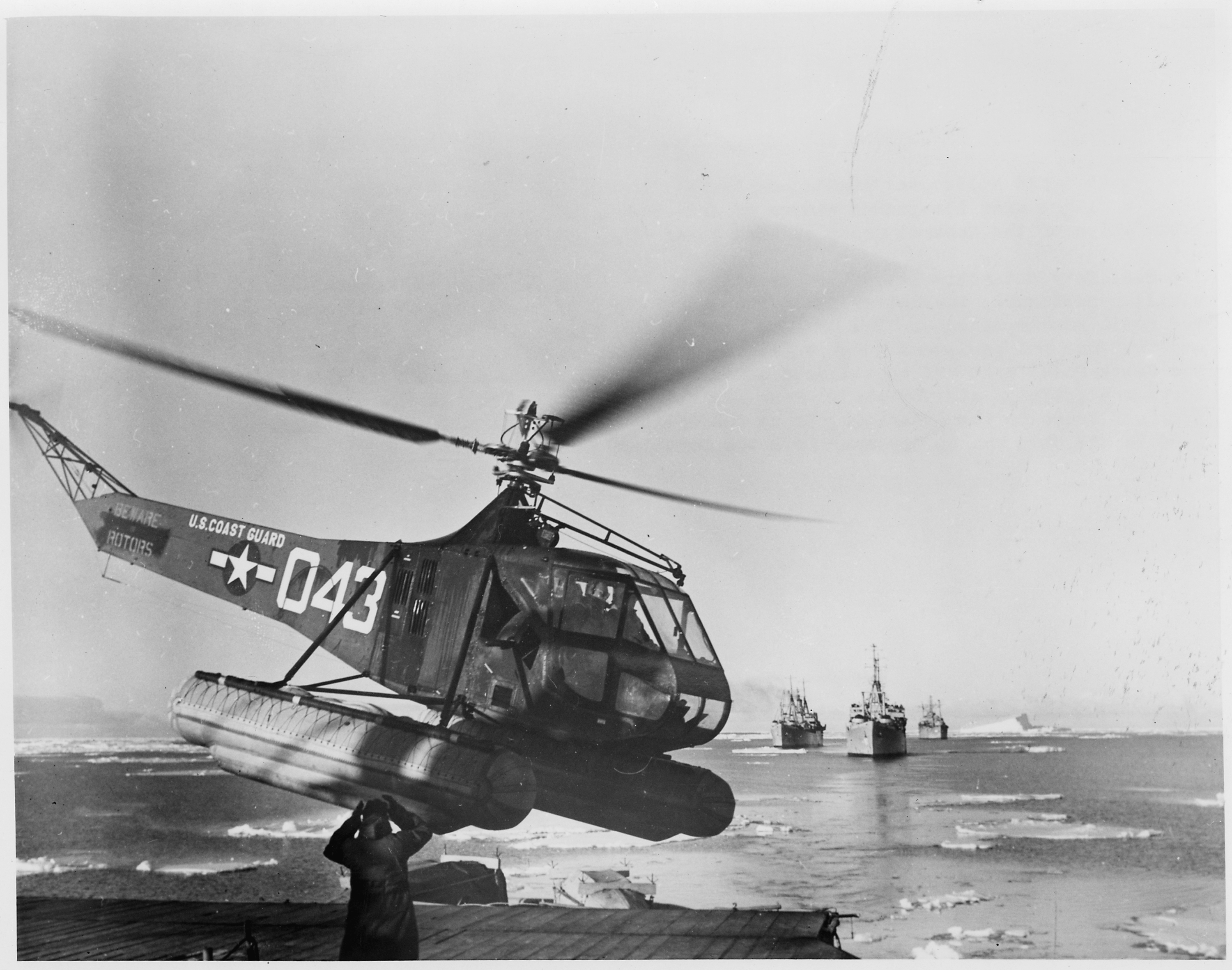
Hélicoptère Sikorsky R-4 de la United States Coast Guard se posant sur le brise-glace USCGC Northwind durant l'.

L’opération Highjump (OpHjp), officiellement dénommée The United States Navy Antarctic Developments Program, 1946-47, était une opération américaine organisée par l'amiral Richard Byrd en Antarctique et placée sous le commandement de Richard Cruzen. Elle fut lancée le 26 août 1946 et dura jusqu'en 1947. Cet impressionnant déploiement de forces fit appel à 5 000 hommes, 13 navires et 26 avions.

## La tâche principale
L'objectif principal de cette opération était l'exploration de l'Antarctique. Cependant, d'autres projets furent menés parallèlement à cela, notamment : 
- réaliser quelques tests et des expériences sur le matériel et sur la psychologie des soldats sous conditions glaciales,
- créer quelques bases pour établir la souveraineté des États-Unis,
- en général, explorer la région,
- dresser des cartes géographiques de cette région,
- expérimenter de nouvelles armes,
- développer de nouvelles technologies.

Tous ces objectifs avaient leur importance, mais la raison principale était d'établir la souveraineté des États-Unis ; en effet, à cette époque, la guerre froide en était à ses débuts et le traité sur l’Antarctique n'existait pas encore.

## Unités mobilisées
Eastern Group (Task Group 68.3)
CAPT George J. Dufek, USN, Commanding.
- porte-hydravions USS Pine Island (en). CAPT  Henry H. Caldwell, USN, Commanding.
- Destroyer USS Brownson (en). CDR H.M.S. Gimber, USN, Commanding.
- Pétrolier USS Canisteo (en). CAPT Edward K. Walker, USN, Commanding.

Western Group (Task Group 68.1)
CAPT Charles A. Bond, USN, Commanding.
- porte-hydravions USS Currituck (AV-7) (en), , CAPT John E. Clark, USN, Commanding.
- Destroyer USS Henderson (en). CAPT C.F. Bailey, USN, Commanding.
- Pétrolier USS Cacapon (en). CAPT R.A. Mitchell, USN, Commanding.

Central Group (Task Group 68.2)
RADM Richard H. Cruzen, USN, Commanding Officer.
- Navire de commandement USS Mount Olympus (en). CAPT R.R. Moore, USN, Commanding.
- Attack Cargo Ships USS Yancey (en). CAPT J.E. Cohn, USN, Commanding.
- Attack Cargo ShipsUSS Merrick (en). CAPT John J. Hourihan, USN, Commanding.
- Sous-marin USS Sennet (en). CDR Joseph B. Icenhower, USN, Commanding.
- USS Burton Island (AG-88) (en), brise-glace. CDR Gerald L. Ketchum, USN, Commanding.
- USCGC Northwind (WAG-282) (en), brise-glace. CAPT Charles W. Thomas, USCG, Commanding (en).

Carrier Group (Task Group 68.4)
RADM Richard E. Byrd Jr. USN, (Ret), Officer in Charge.
- Porte-avions USS Philippine Sea. CAPT Delbert S. Cornwell, USN, Commanding.

Base Group (Task Group 68.5)
CAPT Clifford M. Campbell, USN, Commanding.
- Base Little America IV.

## L'opération
L'opération elle-même connut quelques incidents : 
- Le 30 décembre 1946, l'avion « George I » entra en collision avec une montagne lors d'un vol de patrouille, alors qu'il photographiait la région. On retrouva les survivants deux semaines plus tard, mais trois des neuf occupants de l'appareil étaient déjà décédés (Wendell K. Hendersin, Fredrick W. Williams et Ensign Maxwell A. Lopez) ;
- Le sous-marin USS Sennet entra en collision avec un grand bloc de glace lors d'une exploration, et dut repartir vers la Nouvelle-Zélande ;
- Le 15 janvier 1947 le groupe central arriva à la baie des Baleines. On y fonda la base de « Little America IV », qui existe encore aujourd'hui. On y bâtit également une piste d'atterrissage pour avions. Pendant les travaux, le soldat Vance N. Woodall trouva la mort accidentellement, en déchargeant du matériel d'un bateau.

## La fin de l'opération
Tous ces événements désastreux ont joué un rôle dans la décision de l'amiral Richard E. Byrd, responsable de cette opération, d'interrompre celle-ci. Une grande partie des photographies de cette région était sans valeur, car les boussoles y étaient inutilisables, ce qui rendait impossible la localisation des clichés. De nos jours, ce sont principalement les satellites qui cartographient cette zone à des fins de surveillance météo essentiellement.

## Film documentaire
- Le film documentaire Le Pays secret (The Secret Land) fut tourné durant l'opération.